# Rubus flagelliflorus
Rubus flagelliflorus är en rosväxtart som beskrevs av Wilhelm Olbers Focke. Rubus flagelliflorus ingår i släktet rubusar, och familjen rosväxter. Inga underarter finns listade i Catalogue of Life.